# Реґіна Ойя
Реґіна Ойя (ест. Regina Oja; нар. 31 січня 1996, Таллінн, Естонія) — естонська біатлоністка. Призерка етапу Кубка світу з біатлону у одиночній змішаній естафеті разом з Рене Закхною.
Перша представниця збірної Естонії з біатлону, яка підіймалася на подіум Кубка світу.

## Кар'єра
Ойя почала виступати на міжнародному рівні за Естонію у 2012 році.
На Кубку світу з біатлону дебютувала у сезоні 2015/16 в естафеті на етапі у німецькому Рупольдінгу. У сезоні 2018/19 Ойя набрала свої перші очки у заліку Кубку світу, посівши 38 місце у гонці переслідування на етапі в італійській Антерсельві.
25 січня 2020 року на етапі Кубка світу у словенській Поклюці біатлоністка у парі з Рене Захною вперше у кар'єрі стала призером етапу Кубка світу з біатлону в одиночній змішаній естафеті. Таким чином, Реґіна Ойя стала першою естонкою, яка підіймалася на подіум Кубку світу. Раніше цей дует у 2017 році займав четверте місце у рамках Чемпіонату Європи у Валь-Ріданні.

## Родина
Тато спортсменки, Крістіян Ойя (нар. 1968) — був естонским біатлоністом, займає пост рейс-директора IBU.

## Статистика виступів

### Потрапляння на подіуми на Кубку світу
| Дата               | Місце   | Країна   | Дисципліна                | Примітка            | Джерело  |
| ------------------ | ------- | -------- | ------------------------- | ------------------- | -------- |
| 25 січня 2020 року | Поклюка | Словенія | одиночна змішана естафета | разом з Рене Захкна | Протокол |

### Рейтинг Кубку світу
У таблиці наведена статистика виступів біатлоністки в Кубку світу.
- Місця 1–3: кількість подіумів
- Чільна 10: кількість фінішів у першій десятці
- В очках: кількість виступів, на яких біатлоніст здобував очки
- Старти: кількість стартів

| Місця                      | Індивідуальна-гонка | Спринт | Гонка-переслідування | Масс-старт | Естафета | Разом |
| -------------------------- | ------------------- | ------ | -------------------- | ---------- | -------- | ----- |
| 1                          |                     |        |                      |            |          |       |
| 2                          |                     |        |                      |            |          |       |
| 3                          |                     |        |                      |            |          |       |
| Чільна 10                  |                     |        |                      |            | 2        | 2     |
| В очках                    | 1                   | 1      | 2                    |            | 14       | 18    |
| Старти                     | 4                   | 13     | 5                    |            | 14       | 36    |
| Станом на: 22 березня 2015 |                     |        |                      |            |          |       |

### Чемпіонати світу
Результати на чемпіонатах світу з біатлону:

| Рік  | Місце       | Індивідуальна гонка | Спринт | Гонка-переслідування | Масс- старт | Естафета | Змішана естафета | Одиночна змішана естафета |
| ---- | ----------- | ------------------- | ------ | -------------------- | ----------- | -------- | ---------------- | ------------------------- |
| 2019 | Естерсунд   | 59                  | 81     | -                    | -           | 12       | 14               | -                         |
| 2020 | Антерсельва | 68                  | 30     | 48                   | -           | DSQ*     | 15               | -                         |

*DSQ — дискваліфікація.

## Загальний залік кубку світу
У таблиці наведено місця спортсменки у загальному заліку Кубку світу та за окремими дисциплінами по підсумках сезонів.
| Сезон   | Загальна | Індивідуальна гонка | Спринт | Гонка-переслідування | Мас-старт |
| ------- | -------- | ------------------- | ------ | -------------------- | --------- |
| 2019-20 | 54       | -                   | 44     | 68                   | 46        |
| 2018-19 | 76       | 47                  | 81     | 76                   | -         |

## Статистика стрільби
В таблицю входять усі гонки*.
| Сезон   | Загальна       | Індивідуальна гонка | Спринт       | Гонка-переслідування | Мас-старт    | Естафета       |
| ------- | -------------- | ------------------- | ------------ | -------------------- | ------------ | -------------- |
| 2019-20 | 80.1 (294/367) | 80.0 (48/60)        | 77.5 (62/80) | 81.7 (49/60)         | 75.0 (15/20) | 81.6 (120/147) |
| 2018-19 | 85.3 (295/346) | 85.0 (51/60)        | 83.8 (67/80) | 88.0 (88/100)        | 0.0 (0/0)    | 84.0 (89/106)  |
| 2017-18 | 85.2 (150/176) | 82.5 (33/40)        | 87.1 (61/70) | 80.0 (16/20)         | 0.0 (0/0)    | 87.0 (40/46)   |
| 2016-17 | 90.9 (10/11)   | 0.0 (0/0)           | 0.0 (0/0)    | 0.0 (0/0)            | 0.0 (0/0)    | 90.9 (10/11)   |
| 2015-16 | 83.3 (10/12)   | 0.0 (0/0)           | 0.0 (0/0)    | 0.0 (0/0)            | 0.0 (0/0)    | 83.3 (10/12)   |

*також враховуються виступи на Кубку IBU, Чемпіонатах світу та Європи серед юніорів.

## Топ-10 результатів
| №                          | Етап, дисципліна                                        | Змагання | Місце |
| -------------------------- | ------------------------------------------------------- | -------- | ----- |
| 1                          | 2020 Нове-Мєсто Спринт 7.5 км, Жінки                    | КС       | 20    |
| 2                          | 2019 Кенмор Індивідуальна гонка коротка, 12,5 км, Жінки | КС       | 22    |
| 3                          | 2020 Контіолагті Спринт 7.5 км, Жінки                   | КС       | 27    |
| 4                          | 2019 Аннесі — Ле-Гран-Борнан Спринт 7.5 км, Жінки       | КС       | 27    |
| 5                          | 2020 Нове-Мєсто Мас-старт 12.5 км, Жінки                | КС       | 28    |
| 6                          | 2020 Антхольц-Антерсельва Спринт 7.5 км, Жінки          | ЧС       | 30    |
| 7                          | 2019 Голменколлен Спринт 7.5 км, Жінки                  | КС       | 34    |
| 8                          | 2019 Солт-Лейк-Сіті Гонка переслідування 10 км, Жінки   | КС       | 34    |
| 9                          | 2020 Контіолагті Гонка переслідування 10 км, Жінки      | КС       | 36    |
| 10                         | 2019 Солт-Лейк-Сіті Спринт 7.5 км, Жінки                | КС       | 36    |
| Станом на: 23 березня 2020 |                                                         |          |       |